# تاماس زابو
تاماس زابو (بالمجرية: Szabó Kimmel Tamás)‏ (و. 1984 – م) هو ممثل.

## وصلات خارجية
- تاماس زابو على موقع IMDb (الإنجليزية)
- تاماس زابو على موقع روتن توميتوز (الإنجليزية)
- تاماس زابو على موقع ألو سيني (الفرنسية)
- تاماس زابو على موقع قاعدة بيانات الفيلم (الإنجليزية)